# 대한민국 형법 제181조
대한민국 형법 제181조는 과실일수에 대한 형법각칙의 일수와 수리에 관한 죄 조문이다.

## 조문
제181조(과실일수) 과실로 인하여 제177조 또는 제178조에 기재한 물건을 침해한 자 또는 제179조에 기재한 물건을 침해하여 공공의 위험을 발생하게 한 자는 1천만원 이하의 벌금에 처한다.

第181條 (過失溢水)過失로 因하여 第177條 또는 第178條에 記載한 物件을 浸害한 者 또는 第179條에 記載한 物件을 浸害하여 公共의 危險을 發生하게 한 者는 1千萬원以下의 罰金에 處한다.<개정 1995. 12. 29.>

## 참고 문헌
- 김재윤, 손동권, 새로운 형법각론, 율곡출판사, 2013. ISBN 978-89-974283-4-2

## 같이 보기
- 일수와 수리에 관한 죄